# Micropterum
Micropterum là chi thực vật có hoa trong họ Aizoaceae.